# 梅澤柾
梅澤柾（日语：梅沢 柾／うめさわ まさ，羅馬化：umesawa masa，1877年9月27日—1920年1月29日），日本國新潟縣人，舊柳原藩平民出身，曾任日本陸軍工兵特務曹長、退伍後來臺灣轉任警察，是蕃地相關土木建築工程的專家。

## 從軍經歷
梅澤柾原籍日本國新潟縣刈羽郡野田村大字野田270番地。目前尚不清楚梅澤柾從軍前的經歷，推測可能是在新潟當地接受基本教育。
1897年6月10日從軍，就讀陸軍教導團工兵科，1898年11月24日畢業，畢業後留在教導團內，配屬工兵第九大隊。1899年10月10日晉陞陸軍工兵一等軍曹，陸軍教導團在11月30日廢止後，被改編至鐵道大隊。在鐵道大隊服役期間，梅澤柾修習通信學，1900年11月10日自要塞通訊學術科畢業。1902年10月15日派駐中國，調任清國駐屯軍第九師團司令部，10月21日任北京通信所長，1903年9月15日任保線長。
曾參與日俄戰爭，1907年5月20日陞任工兵曹長，參與南山戰役。同年7月10日調第九師團後備工兵第一中隊，任特務曹長代理，參與旅順會戰，11月11日真除為工兵特務曹長，隸屬第二軍兵站監部。旅順之役後，再參與奉天會戰。日俄戰爭結束後，梅澤柾於1905年7月30日調第二軍兵站電信隊，11月30日因戰功敘勳八等。1906年2月4日調工兵第一大隊附，同年4月1日敘勳七等，1907年12月11日以赤羽根工兵隊特務曹長身份退伍，時年30歲。

## 來台參與理蕃
梅澤柾兼具野戰工兵的土工、爆破、通信、軌道架設等專業技術，被臺灣總督府秘書官大津麟平延攬到臺灣擔任警察。梅澤柾憑藉土木、通信等專業知識，自1908至1920年間參與多次關鍵性的隘勇線前進、對原住民作戰及山地道路興建工程，被視為是蕃地工事設施專家。

### 擔任囑託時所參與的理蕃作戰
梅澤柾自1908年1月9日出任臺灣總督府民政部警察本署囑託，從事「防蕃作業事務」。1909年5月兼任南投廳囑託，1910至1911年間又於臺灣總督府警察官及司獄官練習所囑託講師。
梅澤柾在擔任囑託期間所參與隘勇線前進作戰與相關工程，條列如下：
1. 內霧社隘勇線前進（1908—1909）：1908年12月15日南投廳向霧社一帶賽德克族領域發動隘勇線前進，將隘勇線推進到三角峰一帶，梅澤柾為預備隊成員。[4]1909年3月至5月參與隘勇線前進，指揮砲隊。[5]
2. 帽盒山隘勇線前進（1909）：7至9月參與新竹桃園兩廳六畜山、帽盒山隘勇線前進，指揮迫擊砲隊、勘查道路預定路線等。[6]
3. 卡奧灣方面隘勇線前進（1910）：5月下旬，由宜蘭廳、桃園廳發動卡奧灣方面隘勇線前進，新竹廳方面亦派員參戰。梅澤柾以臺灣總督府蕃務本署囑託身分投入宜蘭廳方面的作戰序列，於6月7日參與第三部隊的搜索作業，[7]於6月9日指揮搬運工120人，自圓山本部河灘搬運三吋速射砲至芃芃第二高地砲臺，6月11日梅澤柾率技術工趕赴芃芃第一高地構築砲臺，於砲臺竣工、火砲運抵之際，50多名卡奧灣原住民來襲，梅澤柾及豬㑨宗次兩囑託即連發迫擊砲、機槍予以擊退。[8]7月2日梅澤柾被任命為特別作業隊隊長，率領巡查及日籍、臺籍人夫，負責地雷埋設、木石爆破、築路、架橋等，並協助勘查預定隘路、電流鐵條網的路線。[9]

### 擔任警察時所參與的理蕃作戰
1910年7月22日臺灣總督府解除梅澤柾的囑託身分，改聘為桃園廳技手兼任臺灣總督府技手，正式任官。同年9月17日，桃園廳依據『臺灣總督府警部警部補特別任用考試規程』相關規定，經銓敘將梅澤柾改為技手兼任警部，自此梅澤柾具備警察身分，11月17日梅澤柾再改任臺灣總督府警部。
梅澤柾在理蕃事業五年計畫期間所參與隘勇線前進及對原住民作戰，條列如下： 
1. 眉原隘勇線前進（1911）：10月參與南投廳隘勇線前進警察部隊，曾罹患瘧疾。[11]
2. 馬里闊丸方面隘勇線前進（1912）：10月2日起率領警察戰鬥部隊及作業隊，建置李崠山監督所砲臺、烏來山砲臺、馬美山砲臺等，另於12月13至17日間率領特別搜索隊，負責開闢道路，修補電話線與電流鐵條網，伐採射界，建築房舍與防禦工事等。[8]:868
3. 基那吉方面討伐作戰（1913）：率領作業隊。 在總督佐久間左馬太的命令下，位於李崠山最高點的李崠山隘勇監督所，由梅澤柾負責以鐵線混凝土、紅磚改造為永久性據點，[12]於1913年12月15日動工，即今日俗稱「李崠山古堡」的新竹縣定古蹟尖石Tapung古堡。
4. 太魯閣方面討伐作戰（1914）：擔任花蓮港廳警察隊巴督蘭方面討伐隊轄下「梅澤作業隊」隊長，負責建設糧食彈藥集積所及廠舍，架設鐵線橋、電話及電流鐵絲網，開闢木瓜溪畔道路（即1917—1918年開鑿的橫斷道路、今稱能高越嶺道之前身）等。

### 開闢三大橫斷道路
太魯閣戰役結束後，臺灣總督佐久間左馬太宣告平定臺灣蕃地，理蕃事業五年計畫正式結束。「蕃務本署」在1915年7月21日裁撤，總督府當局提早一步將蕃務本署轄下、包含梅澤柾在內的20名中高階警察官安排至各地方政府任職，梅澤柾調任花蓮港廳警部。
梅澤柾帶領花蓮港廳警察作業隊，著手修建橫斷中央山脈的蕃地道路，條列如下：
1. 內太魯閣道路工程（1914—1915）：從太魯閣峽口至塔比多（今天祥），1914年9月5日開工，1915年4月完工。
2. 能高越道路東線工程（1917—1918）：南投廳、花蓮港廳於9月開始興建「橫斷道路」，分別由西、東兩端向中央山脈開路，花蓮港廳由梅澤柾擔任作業隊長，率領警備隊、工程隊約500人進行築路工程。橫斷道路東起初音（今花蓮縣吉安鄉初英），沿木瓜溪北岸，經天長斷崖，至南華山麓跨越中央山脈，於奇萊南峰天池一帶與西段相接，長13日里（51公里），於1918年1月竣工。
3. 八通關越道路東段第一期工程作業中因病殉職（1919—1920）：1918年8月2日玉里支廳長松尾溫爾及梅澤柾率領38人調查隊，踏查八通關越道路預定線，翻越中央山脈主稜秀姑巒山，同月8日抵達南投廳境內。 八通關越道路東段第一期工程（玉里至伊霍霍爾溪谷，全長約10里18町；41.2公里）由梅澤柾擔任工程隊長，1919年6月10日開工，1920年3月27日竣工。1920年1月22日梅澤柾在綠分遣所（今八通關越道路美拖利）罹患西班牙流感，後送花蓮港醫院但治療無效，於29日病逝，得年42歲。[14]梅澤柾雖曾娶妻，但未育有子嗣，來臺13年間大多在山地參與理蕃作戰，病故時孑然一身。

## 著作及影響

### 《蕃地作業軌範》
梅澤柾將歷年來在臺灣山地的警戒、作戰與土木工程經驗，撰寫成《蕃地作業軌範》一書，此書是梅澤的遺作，也是他唯一流傳於世的著作。本書於1919年3月完稿，於10月自費出版。全書分為12篇：築壘、急造道路、輕便鐵道、橋梁、寮舍、防禦家屋、爆破、測圖、電線路建設、電話、電信、信號；附錄：電磁學、各國度量衡比較表等，共280頁，含附圖30餘幅、附表300多項。
《蕃地作業軌範》是針對特定對象（在蕃地執勤的警察）、特定主題（蕃地相關作業）的專書，內容含括土工、土木建築、通信、測量等傳統戰鬥工兵的本職學科，以及二十世紀初期最新科技的電氣、電磁等知識與技術。根植於從軍時養成的工兵技能，梅澤柾在蕃地作業中最擅長的是開路、架橋等土工，他大多擔任「作業隊」或「工程隊」隊長，率領各級警察從事伐採、開路、架橋、築寮、造堡、架線、埋雷等等隘勇線相關土木建築事務，並開闢蕃地道路及附屬設施。
《蕃地作業軌範》是目前僅見唯一針對蕃地相關作業的工具書，幾乎可視為準官方版的規範或準則，該書第一刷被理蕃警察訂購一千餘本，推估當時約每6名理蕃警察中就有一人擁有此書。

### 「山の親分」
梅澤柾被稱為「山の親分」（山老大），曾率領過為數眾多的巡查、隘勇、警手及人夫等，他們以比擬親子的主從關係彼此稱呼「親分」（Boss、老大、師傅等）、「乾兒」等，關係十分緊密。這些下屬們先後在各地方政府蕃地任職，將梅澤柾傳授的土木建築專業技術應用在理蕃事務上，就訓練與傳承來看，梅澤柾有其影響力。

### 《梅澤掩堡五百圓》
理蕃五年計畫期間，蕃地警察間流行一首名為《梅澤掩堡五百圓》的歌曲。為了防禦原住民的襲擊，梅澤柾曾主張在隘勇線上各分遣所內構築有頂蓋的掩堡，每座造價為500日圓，而當時執行蕃地勤務的巡查因故死亡的補助金同樣是每人500日圓，因此「梅澤掩堡五百圓」被隱喻為一名巡查犧牲的代價。

## 相關史蹟與文物
- 錐鹿大斷崖二號隧道：在隧道外側岩石上，有細小的陰刻字「開鑿、記念、梅沢作（業隊）、大正叁年」，為梅澤作業隊參與內太魯閣道路工程的證據。
- 橫斷道路開鑿紀念碑：碑文記載「作業隊長 梅澤柾」。本紀念碑位於花蓮縣吉安鄉干城村吉安段4781-9地號，花蓮縣吉安鄉干城村10鄰254之1號西寧寺後方，已指定為花蓮縣定古蹟。
- 八通關越道路開鑿紀念碑：碑文記載「隊長 警部梅澤柾」。本紀念碑位於花蓮縣卓溪鄉玉山國家公園南安管理站前方。
- 尖石Tapung古堡（李崠山古堡）：由梅澤柾於1913至1914年所監督建造的李崠山隘勇監督所遺構，現為新竹縣定古蹟。